# Blas de Cáseda
Blas de Cáseda y Villamayor (¿? - Santo Domingo de la Calzada, 27 de mayo de 1748) fue un músico español de la época barroca.

## Biografía
Blas de Cáseda y Villamayor era hijo del maestro de capilla de El Pilar de Zaragoza, Diego de Cáseda, y hermano del también maestro José de Cáseda. 
Blas debió de nacer en el último tercio del siglo XVII, ya que a principios del siglo XVIII lo encontramos como maestro de capilla de la colegiata de Vitoria. En noviembre de 1704, tras la muerte del anterior maestro de capilla, Carlos García Martínez, el cabildo de la Catedral de Santo Domingo de la Calzada eligió a Blas de Cáseda como su nuevo maestro. Esta elección se realizó sin oposición previa, al estar enterados los capitulares «de su habilidad, suficiencia y buenas costumbres». Su salario se fijó en 180 ducados, en lugar de los 160 que se pagaban a sus predecesores, por la obligación de que ocupara también la plaza de tenor. 
En el momento de su elección, Blas de Cáseda debía ser clérigo de mayores, aunque no presbítero aún. A fin de ordenarse sacerdote, en enero de 1706 pidió al cabildo que se le aumentase el salario. El cabildo accedió a su petición y se le asignaron 200 ducados anuales. 
En 1715 se mandó que pusiera «en solfa» el rezo propio de San José, y en 1716 el del Dulcísimo Nombre de Jesús. 
En 1732, el cabildo le ordenó que diese la lección de música a los tiples en la iglesia y no en su casa, puesto que, como también daba lecciones a muchachas, los tiples no parecían adelantar como debían. Sin embargo, en 1734 se revocó el anterior decreto, ya que los tiples, además de seguir sin aprovechar las lecciones, provocaban deterioros en el inmueble de la iglesia; aunque, para que no estuviesen juntos los tiples y las muchachas, se ordenó al maestro que diera las clases a éstas en otra casa. 
En 1743, Blas de Cáseda pidió al cabildo que le perdonara los gastos del entierro de una criada suya como compensación por los de su larga enfermedad.
Se tiene noticia de que Blas de Cáseda opositó al magisterio de capilla de diversas catedrales: el año 1718 en Salamanca, y en 1723 en Palencia. La última oposición a la que acudió fue para la Catedral de Astorga (León), en 1747. Poco después de esta oposición, al cabildo de Santo Domingo de la Calzada le llegó la noticia de que Blas de Cáseda había sido elegido maestro de capilla de la catedral de Astorga, por lo que anunció que la plaza de Santo Domingo estaba vacante. Sin embargo, la noticia resultó ser falsa, y Blas de Cáseda continuaría como maestro de capilla en la catedral de Santo Domingo de la Calzada hasta su muerte.
De sus obras, se conservan 45, todas ellas en latín, más otras 3 de atribución dudosa, en la Catedral de Santo Domingo de la Calzada; 17 obras, la mayoría en español, en la Catedral de Burgos; y 6 obras en la Catedral de Astorga.